# Harzungen
Harzungen is een plaats en voormalige gemeente in de Duitse deelstaat Thüringen, en maakt deel uit van de Landkreis Nordhausen.
Harzungen telt  inwoners.
De gemeente maakte deel uit van de Verwaltungsgemeinschaft Hohnstein/Südharz tot deze op 6 juli 2018 werd opgeheven. Harzungen werd opgenomen in de gemeente Harztor.
In maart 1944 werd er een bijkamp van het concentratiekamp Dora gebouwd voor ongeveer 4000 gevangenen. De meesten waren Russisch, Frans en Belgisch. Naar schatting 750 Belgen hebben in het kamp gezeten. Tijdens hun verblijf en de werken in de tunnels zijn zeker 556 gevangenen omgekomen, zonder de slachtoffers mee te rekenen die tijdens de dodenmarsen vielen. Vandaag staat er een herdenkingsmonument.

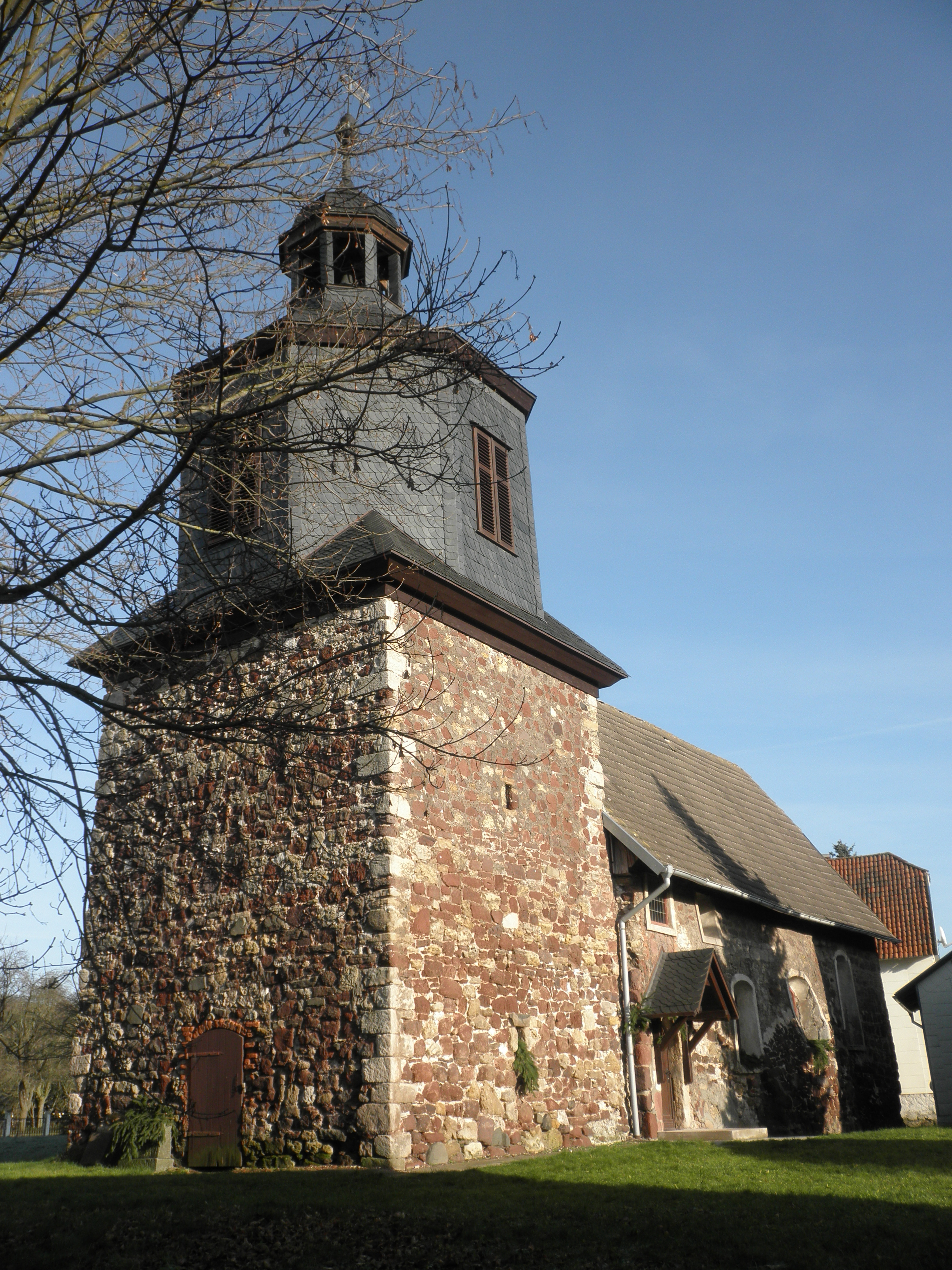
Dorpskerk (2013)